# 莱娜·米克约兰
莱娜·米克约兰（挪威語：Lene Mykjåland，1987年2月20日—），挪威女子足球运动员。她曾代表挪威参加2007年、2011年和2015年国际足联女子世界杯。她也曾参加2008年夏季奥林匹克运动会。